# Arne Lundemann
Arne Lundemann (født 4. februar 1947 i Nyborg) er en dansk skuespiller og operasanger.
Lundemann blev udlært kok fra Hotel Nyborg Strand i 1965, men begyndte samme år sin karriere indenfor skuespil og entertainment, først som medvirkende i Nyborg Voldspil, senere i operetter i England og Tyskland. I 1969 blev han uddannet fra Odense Teater, og i 1970 blev han en del af teatrets ensemble, hvilket han har været flere gange siden, senest fra 2004.
Han har også haft roller ved Aalborg Teater, Aveny-T og Nørrebros Teater. Desuden har han spillet med i Cirkusrevyen i 1974 og flere gange i sommerrevyerne i Rottefælden i Svendborg.
Arne Lundemand er især kendt for sin sang "OB op i top", som er en slagsang for den fynske fodboldklub Odense Boldklub.

## Filmografi
- Roser og Persille (1993)